# Peter Cerwenka
Peter Cerwenka (* 6. Februar 1942 in Graz; † 25. Februar 2020 in Wien) war ein österreichischer Verkehrswissenschaftler. Er war von 1992 bis 2003 Lehrstuhlinhaber und Leiter des Instituts für Verkehrssystemplanung an der TU Wien. Cerwenka ist vor allem für seine kritischen Stellungnahmen zum Thema Klimapolitik und Verkehr sowie zur Ethik der Verkehrsplanung bekannt.

## Leben
Cerwenka studierte an der TU Graz Bau- und Wirtschaftsingenieurwesen und wurde dort 1968 promoviert. An der TH Darmstadt schloss sich 1974 seine Habilitation im Fach Verkehrsplanung und Verkehrstechnik an. Anschließend war er langjähriger Mitarbeiter der schweizerischen Beratungsfirma Prognos AG in Basel, deren Verkehrsbereich in der progtrans AG aufgegangen ist. Von 1989 bis 1992 übernahm er Gastprofessuren in Wien und Basel, bis er schließlich am 1. März 1992 als Leiter des Instituts für Verkehrssystemplanung an die TU Wien wechselte. Am 30. September 2003 ging er in den Ruhestand, er war aber weiterhin als Gutachter und Wissenschaftler tätig.

## Veröffentlichungen (Auswahl)
- Quantitative Indikatoren der Straßenverkehrssicherheit in der Bundesrepublik Deutschland 1975–1995. (zusammen mit Georg Hauger). Technische Universität Wien, Institut für Verkehrssystemplanung. – Inst. für Verkehrssystemplanung, Wien 1997.
- Kompendium der Verkehrssystemplanung. Österreichischer Kunst- und Kulturverlag, Wien 2000 (IVS-Schriften des Instituts für Verkehrssystemplanung, Sonderband), ISBN 3-85437-220-5.
- Glanz und Elend der Elastizität. Eine ingenieurdidaktische Handreichung. In: Der Nahverkehr. Heft 6/2002.
- Ach so ist das! Trostspende für Planende. Mit Karikaturen von Peter Kufner und einer Vignette von Romana Saibel. Österreichischer Kunst- und Kulturverlag, Wien 1999, ISBN 978-3-85437-185-4.
- Ja, so ist das gewesen! Unfrisierte Erinnerungen an Expeditionen in Labyrinthe der Planung als der Trostspende zweiter Teil. Österreichischer Kunst- und Kulturverlag, Wien 2003 (Institut für Verkehrssystemplanung der TU Wien, IVS-Schriften, Bd. 17), ISBN 3-85437-245-0.
- Mobilität kontra Verkehr? Aufklärung einer Dialektik zu ihrem zehnjährigen Bestehen. In: Der Nahverkehr. Heft 6/2004.
- Streifzüge eines exilierten Hofnarren durch Kafkas Schloss. Österreichischer Kunst- und Kulturverlag, Wien 2009 (Institut für Verkehrssystemplanung der TU Wien, IVS-Schriften, Bd. 32), ISBN 978-3-85437-305-6.